# 형사 콜롬보

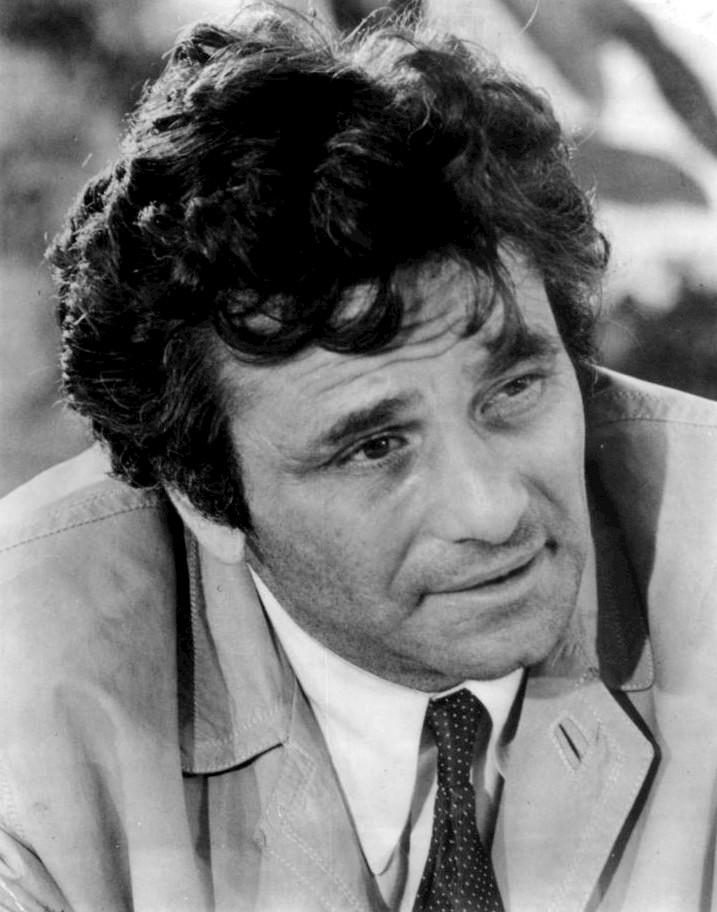

《형사 콜롬보》(영어: Columbo)는 미국에서 제작된, 로스엔젤레스 형사 콜롬보를 주인공으로 한 서스펜스 TV 드라마이다. 총 69화로 이루어져 있다. 콜롬보 형사 역은 피터 포크가 맡았다. 《형사 콜롬보》는 매회의 길이가 통상적인 영화의 수준인 90분 ~ 120분의 분량으로 제작되었다.

## 대한민국에서의 방영
- 대한민국에서는 1973년 TBC 동양방송 잠시 방영 하고 그리고 1년만에 1974년 4월 6일부터 9월 28일까지 KBS TV 한국 방송에서 매주 토요일 저녁에 방영 바뀌고 이동 하여 방영되었고, 1975년 5월부터 매월 마지막 일요일 밤부터 간간이 방영되다가 중단, 다시 1978년 2월 25일부터 10월 7일까지 매주 토요일 밤에 방영되었다.

- 1979년 1월부터는 시청자의 요청으로 기존의 방영된 분량이 재방영되었으며, 1981년 9월 11일부터 1982년 10월 1일까지 매주 금요일 밤에 KBS1 TV 한국방송 TV에서 방영되었다.
- 더빙에는 최응찬이 피터 포크의 콜롬보 역을 연기하였다.
- 1989년 MBC 문화방송 방영 잠시 이동 하였다.
- 《형사 콜롬보》는 1994년에 서울방송(SBS)에서 매주 주말 심야 시간에 방영이 재개되었는데, 이때에는 배한성이 피터 포크의 목소리를 연기하였다.[2]
- SBS에서의 방영은 1995년 1월까지 계속되었다.[3]

## 특징
형사콜롬보는 추리물인데, 다음과 같은 특징을 가지고 있다.

- (자신들을 키워준 결혼직전의 싱글 삼촌을 살인하고 유산을 받으려한 일란성 쌍둥이 2인에 의한 살인 사건과 같은 극소수 사건을 제외하고) 대부분의 사건은 면식범에 의한 1인 살인 사건으로 범인이 2인 이상이거나 범인의 조력자가 있는 경우는 극히 드물다. (직간접적으로 범인의 조력자가 나오는 경우는 베트남전 폭발 전문가를 사주하여 자신의 출판사의 라이벌 출판사와 계약하려는 작가를 살인한 편, 사진작가의 아내 살인사건에 부동산 관련 전과자가 도움준 편 등 극소수로 등장한다.)

- 일반적인 추리물은 살해범이 악당이거나 전과자인 경우가 많은 반면, 형사 콜롬보는 살해범이 (앞서 언급한 베트남전 폭발 전문가를 사주하여 자신의 출판사의 라이벌 출판사와 계약하려는 작가를 살인한 편과 같은 극소수 사건을 제외하고) 대부분의 사건은 사회 저명 인사, 부자, 상류계층, 성공한 사람이다.

- (탐정업 대표의 언론사 대표 부인 살인 사건과 같은 극소수 사건을 제외하고) 대부분의 살인 사건은 우발적 살인이 아닌 의도적인 살인이며, 살인 후 살인범은 반드시 증거를 조작하거나 없애는 시도를 한다.

- 일반적인 추리물은 살인범이나 살인 방법을 모르는 상태에서 결말부에서 살해방법과 살인범을 찾아내는 반면, 형사 콜롬보는 극 초반부에 살인범이 살인하는 방법을 보여주고, 콜롬보 형사는 살해범을 잡는 과정을 보여준다.

- 대부분의 경우 콜롬보 형사는 살인현장의 증거를 보고 범인을 짐작한다.

- 콜롬보 형사는 계속해서 살인범을 접촉하여 질문을 하면서 범인의 살해 방법이나 증거 조작을 밝혀낸다.

- 콜롬보는 범인과의 대화 도중 자신의 아내를 종종 언급하는데 한번도 아내가 나온 적은 없다. 따라서 실제로 아내가 정말 있는지도 의심스러울 때도 있지만, 크루즈 살인사건 편에서 아내가 승선한 사실을 기내 승무원에게 물어 직접 탑승 확인을 하였다.